# Armando Brasini
Armando Brasini (Roma, 21 settembre 1879 – Roma, 18 febbraio 1965) è stato un architetto e urbanista italiano tra i più noti dei primi del Novecento, noto per il suo stile eclettico e visionario.

## Biografia
Nasce nel rione Ponte da famiglia modesta. Dopo aver frequentato con profitto l'Istituto di Belle Arti si dedica al restauro e alla decorazione. Lo studio per lo stile teatrale della città di Roma gli favorisce la simpatia di Mussolini che gli affida alcuni lavori nelle colonie, Tripoli (Palazzo della Cassa di Risparmio, Lungomare Volpi, Monumento ai Caduti e alla Vittoria), ma anche il piano regolatore del quartiere Flaminio a Roma.
Nel 1929 è nominato Accademico d'Italia e nel 1931 partecipa alla commissione per il nuovo Piano regolatore di Roma. Sue sono la chiesa del Sacro Cuore Immacolato di Maria a piazza Euclide, Villa Manzoni sulla via Cassia, l'ingresso monumentale del Giardino Zoologico a Villa Borghese, il Ponte Flaminio, il monumentale Complesso del Buon Pastore sulla via di Bravetta. Una delle sue realizzazioni più eccentriche è la cosiddetta Villa Brasini sulla via Flaminia, nota anche come "castellaccio" per lo stile fortemente eclettico, che comprende in realtà due architetture: la Villa Flaminia verso la via Cassia e la successiva Villa Augusta (intitolata alla moglie) il cui ingresso è rivolto invece verso Ponte Milvio.

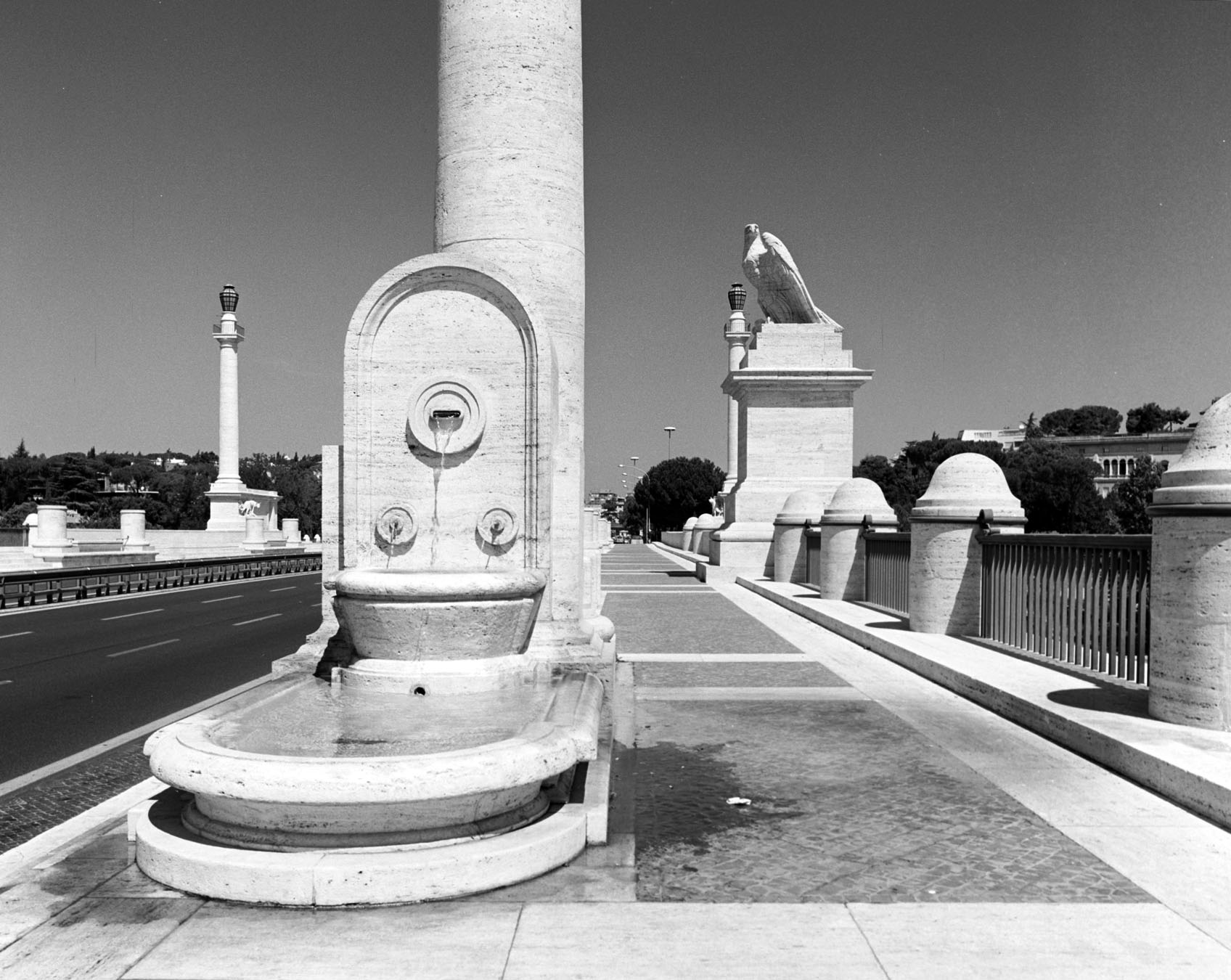
Ponte Flaminio in una foto del 2000

Su incarico di Mussolini realizza tra il 1928 e il 1932 il palazzo dell'INAIL in via IV Novembre a Roma e dal 1930 al 1934 il Palazzo del Governo a Taranto, sulle rovine del Teatro Politeama, precedentemente demolito. Nel 1937 progetta un imponente edificio, la Mole Littoria, destinato a celebrare la Roma imperiale di Mussolini in diretta competizione con le realizzazioni di Albert Speer per la Germania nazista. Il Duce tuttavia non approva il progetto sia per gli alti costi, specie durante la realizzazione dell'E42, sia perché non più confacente alla concezione dell'architettura voluta da Mussolini in questa fase, tesa non più alla celebrazione del regime fascista ma ad «una funzione attiva nel processo educativo delle masse» (Paolo Nicoloso). Per l'E42 progetta il monumentale Istituto Forestale Arnaldo Mussolini, lavoro affidatogli d'ufficio nel 1938, con i lavori iniziati nel 1940 interrotti nel 1942 per ragioni belliche, per essere poi demolito nel 1957 e sostituito dalla Casa generalizia dei fratelli maristi, nonostante Brasini avesse presentato delle varianti per salvare la costruzione.

## La critica
Paolo Portoghesi, pur riconoscendo alle sue opere «indubbi pregi architettonici», lo definisce «uno dei grandi intrusi dell'architettura del Novecento» per non essere, salvo in alcuni casi, «in sintonia con lo spirito del tempo», ma anzi rappresentando «uno dei casi di allontanamento e rimozione di tale spirito». Il periodo che lo vede operare in effetti si caratterizza per le correnti del Monumentalismo o per quella del Razionalismo Italiano. Brasini non sembra far parte di nessuna delle due. La sua architettura megalomane, al contrario, si distingue per l'operazione di «ingigantimento e a volte di ingrassamento» degli elementi architettonici del barocco; operazione che, se da una parte lo rende inviso agli occhi della critica, nello stesso tempo, fa sì che gli si riconosca «la capacità di arrivare ad un risultato coerente e semplice partendo da una indisciplinata complessità» (Paolo Portoghesi). È in ogni caso un grandissimo disegnatore, capace di creare tavole architettoniche che lo attestano come uno dei maggiori artisti e progettisti visionari del '900 in Italia.
Antonio Cederna, ricordando il suo contributo durante gli anni dello sventramento di Roma ad opera del regime fascista, lo definisce «campione del titanismo di cartapesta, del pompierismo ipermonumentale e della carnevalata neoromanesca». Suo è il progetto di un piano regolatore che ridisegna parte del centro storico di Roma per creare una Via Imperiale dalla Flaminia all'Appia e aprendo lo spazio intorno a «insigni monumenti», come il Pantheon, la Colonna Antonina e l'obelisco di Montecitorio. Mussolini abbandonò il progetto dopo averlo approvato in un primo momento.

## Onorificenze
Grande Ufficiale dell'Ordine Coloniale della Stella d'Italia.
Cavaliere dell'Ordine dei SS. Maurizio e Lazzaro.
Cavaliere di Grazia Magistrale del Sovrano Militare Ordine di Malta.

## Opere principali
- Ingresso monumentale del Giardino Zoologico a Roma (1911)
- Villino Brasini su via Flaminia a Roma (1911)
- Villa Manzoni su via Cassia a Roma (1919-22)
- Palazzo Brasini a Taranto (1925)
- Museo centrale del Risorgimento al Vittoriano a Roma (con A. Calzavara, 1926-32)
- Palazzo dell'INAIL in via IV novembre a Roma (con F. Zevi, 1928-34)
- Palazzo del Governo a Taranto (1930-34)
- Palazzo della Banca Nazionale del Lavoro a Napoli (1933-38)
- Complesso del Buon Pastore a Roma (1929-43)
- Basilica di Santa Rita da Cascia, a Cascia (1937-47)
- Chiesa del Sacro Cuore Immacolato di Maria a Roma (1923-51)
- Ponte Flaminio a Roma (1938-51)
- Palazzo di Città a Foggia
- Accademia dell'Aeronautica di Capodichino a Napoli
- Centro di Tirana, complesso dei ministeri e rettorato dell'università

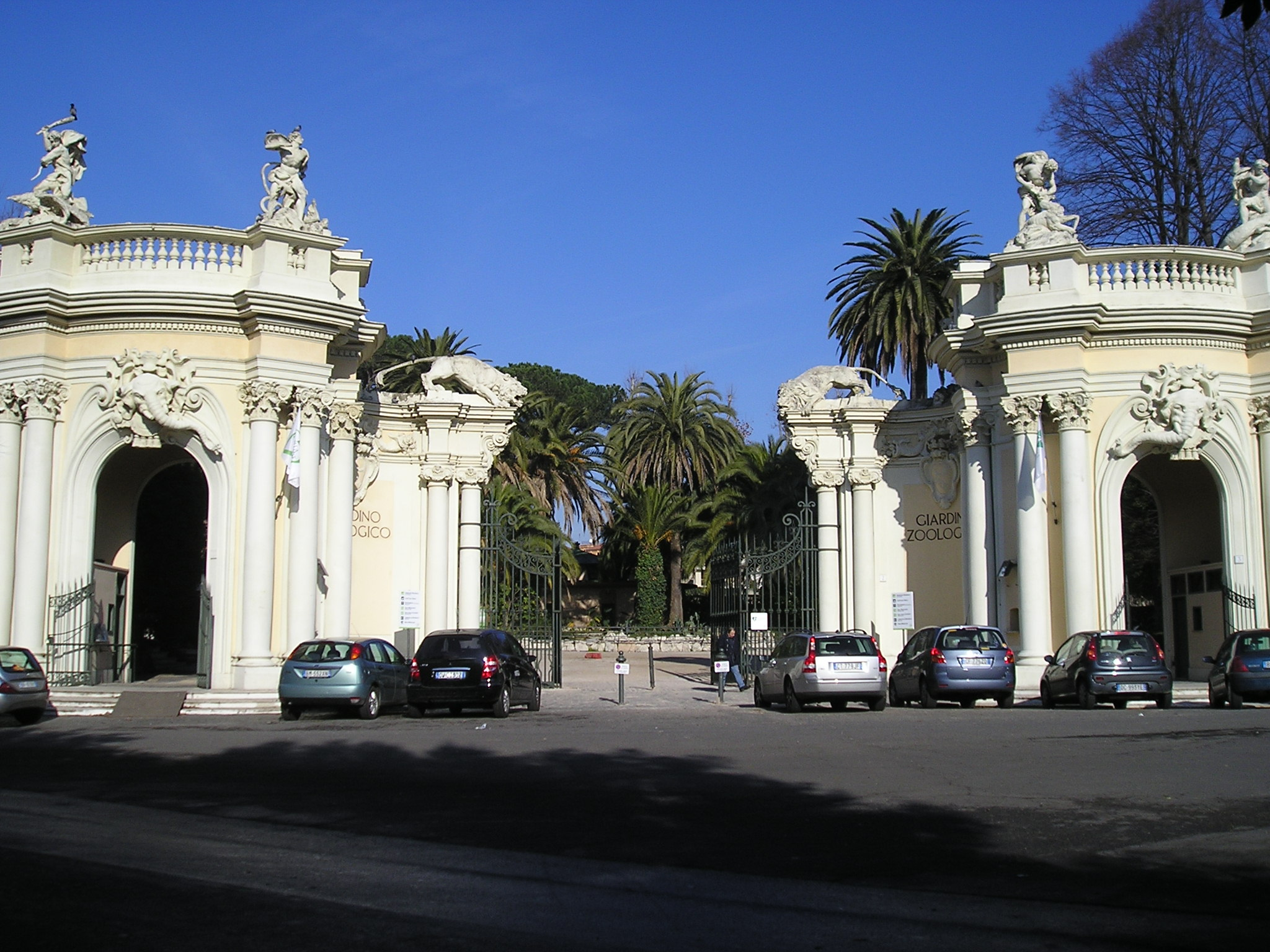
Ingresso monumentale del Giardino Zoologico di Roma
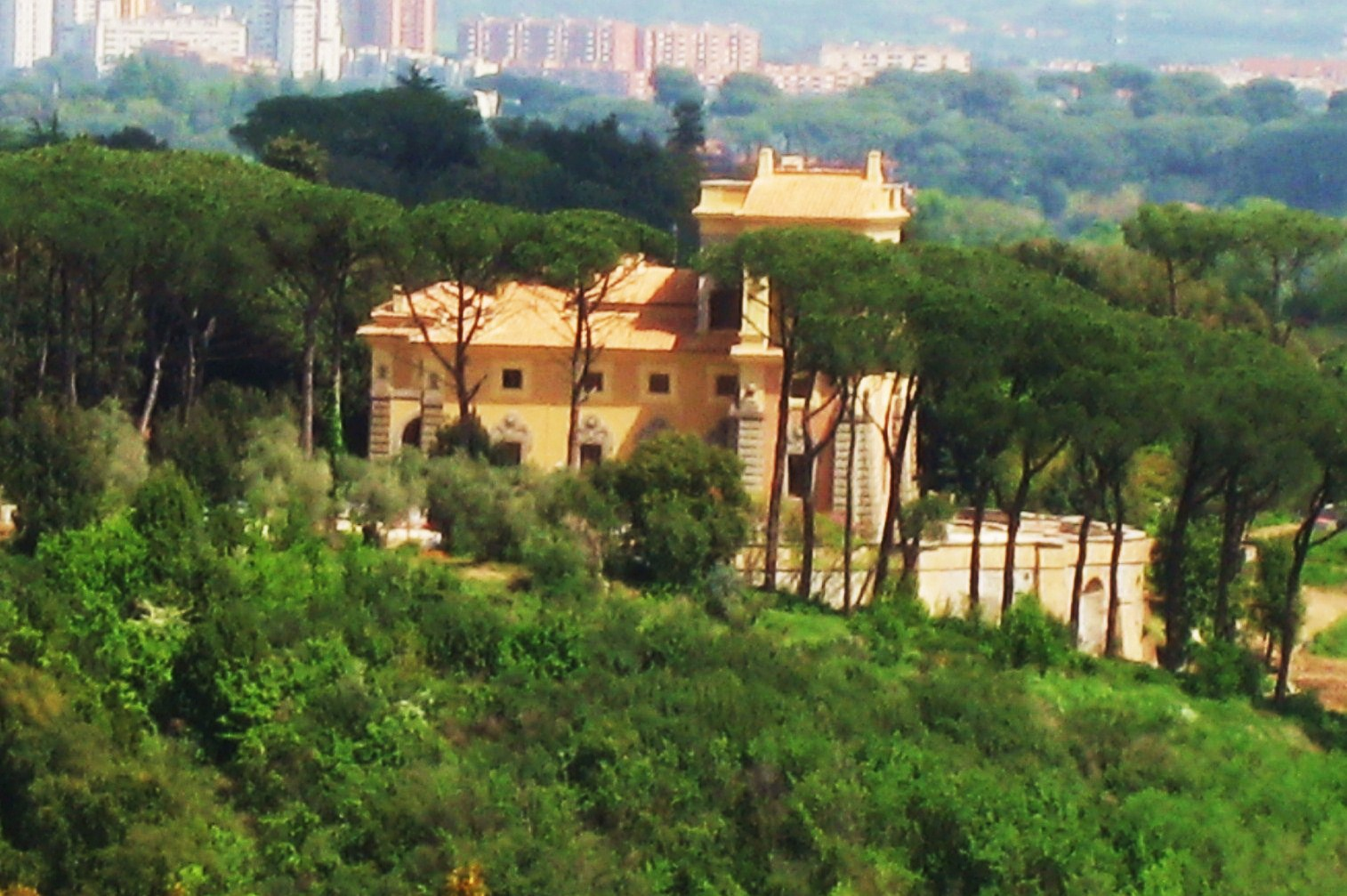
Villa Manzoni a Roma
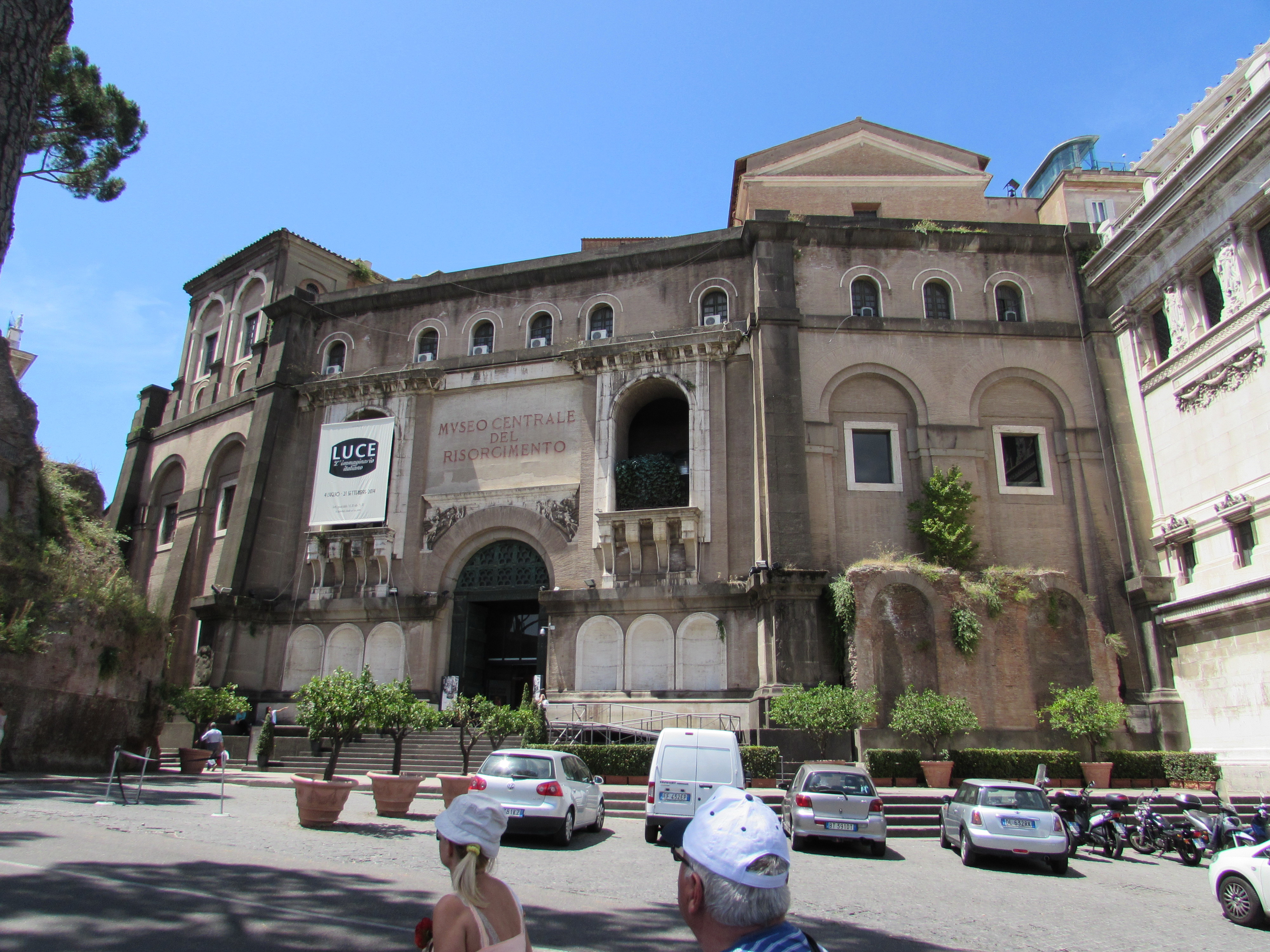
Museo del Risorgimento al Vittoriano
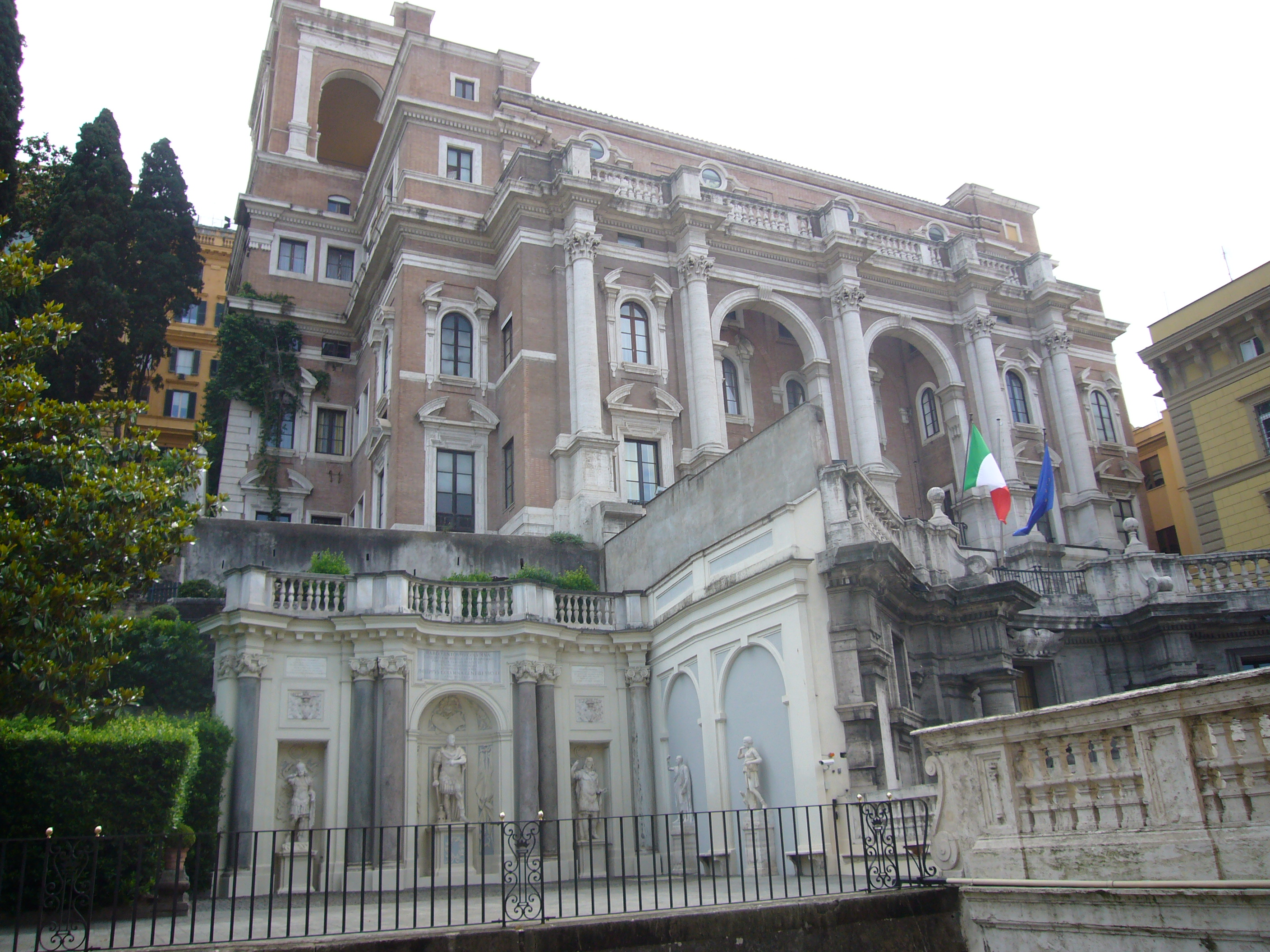
Palazzo dell'INAIL a Roma
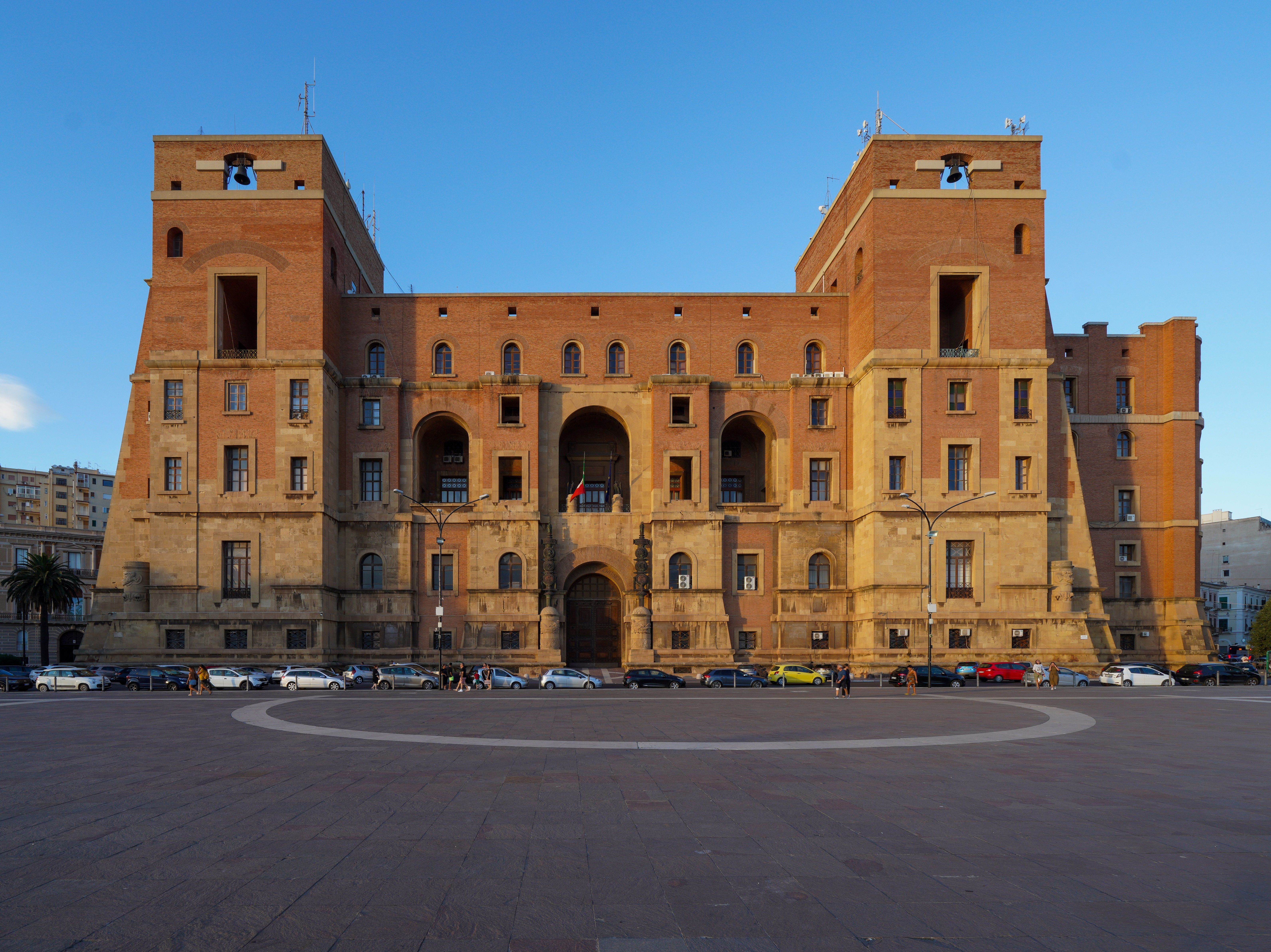
Palazzo del Governo a Taranto
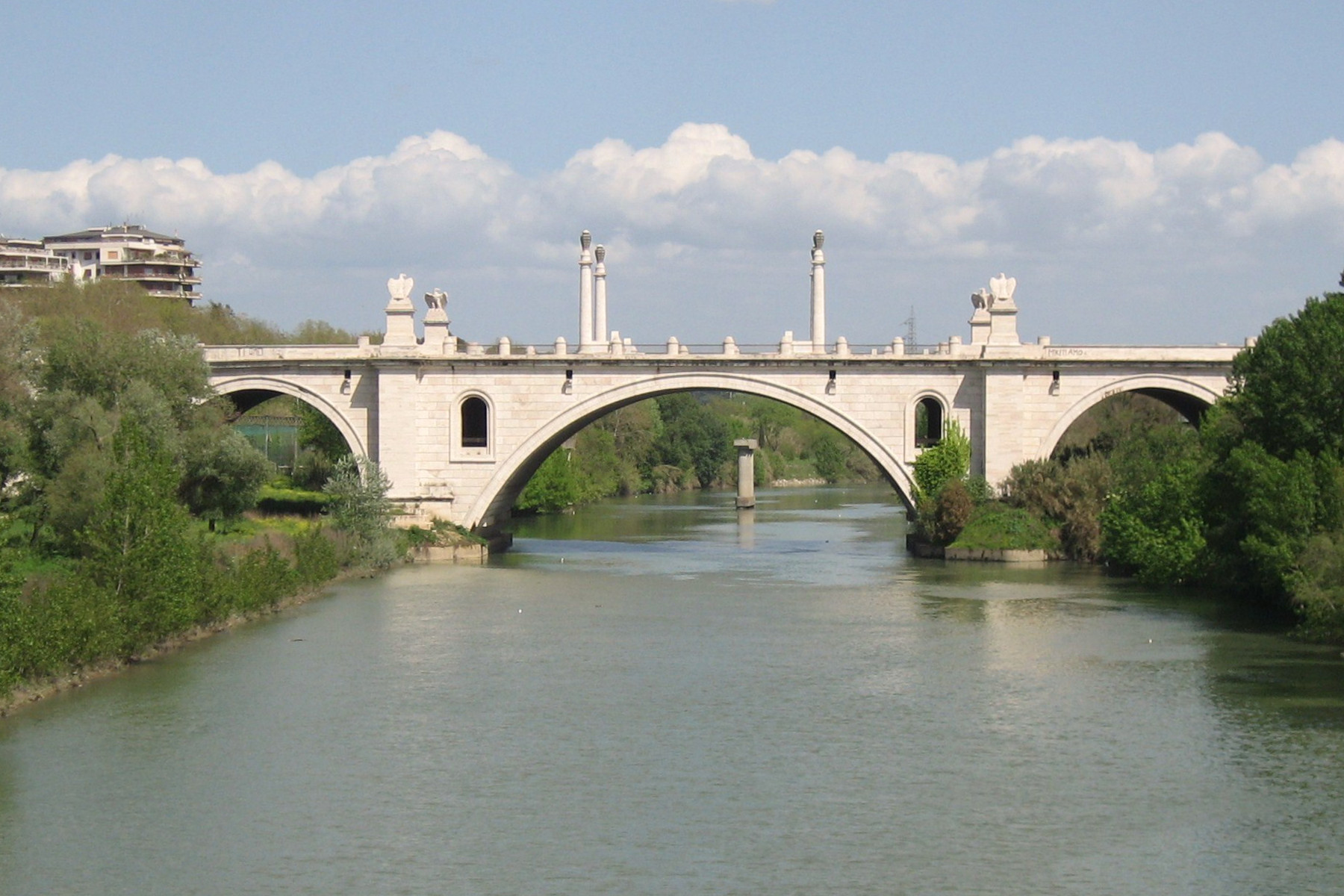
Ponte Flaminio a Roma
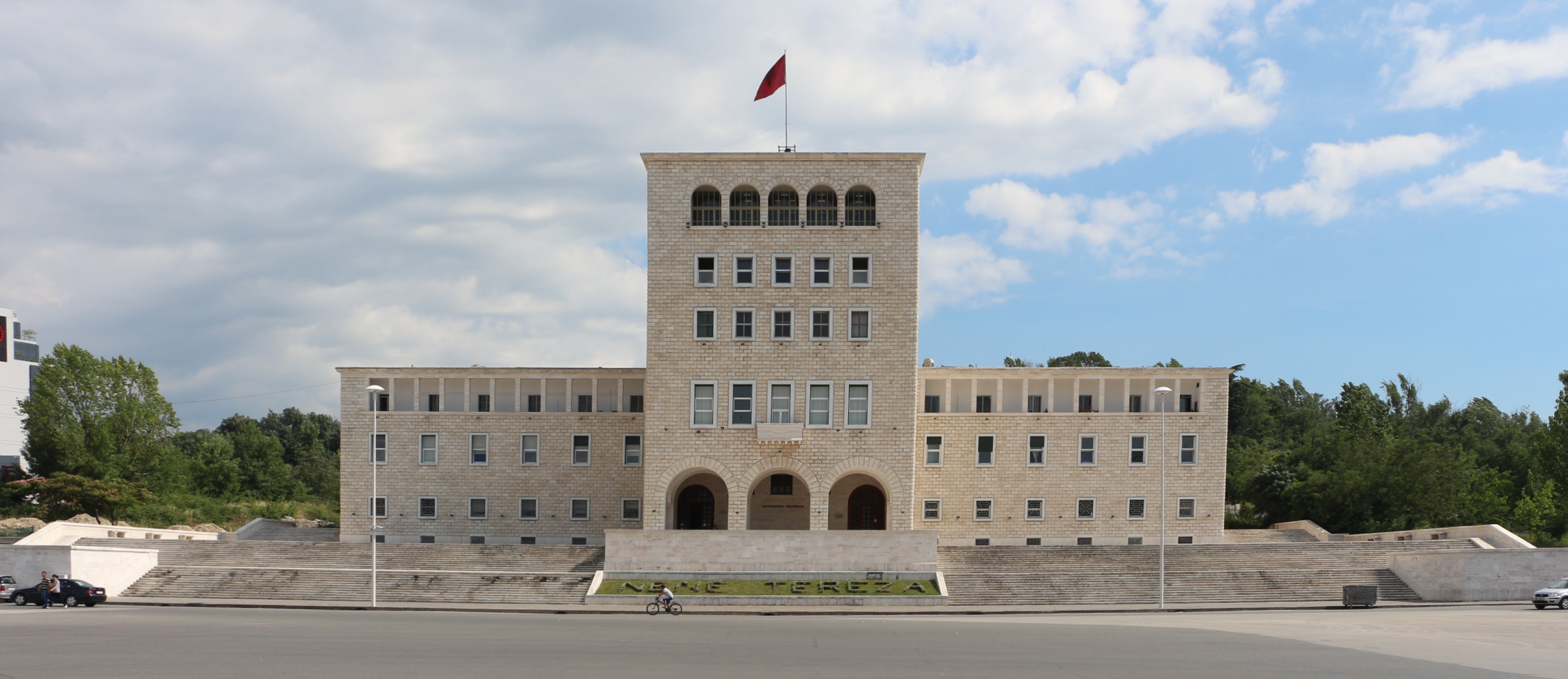
Tirana, palazzo dell'università
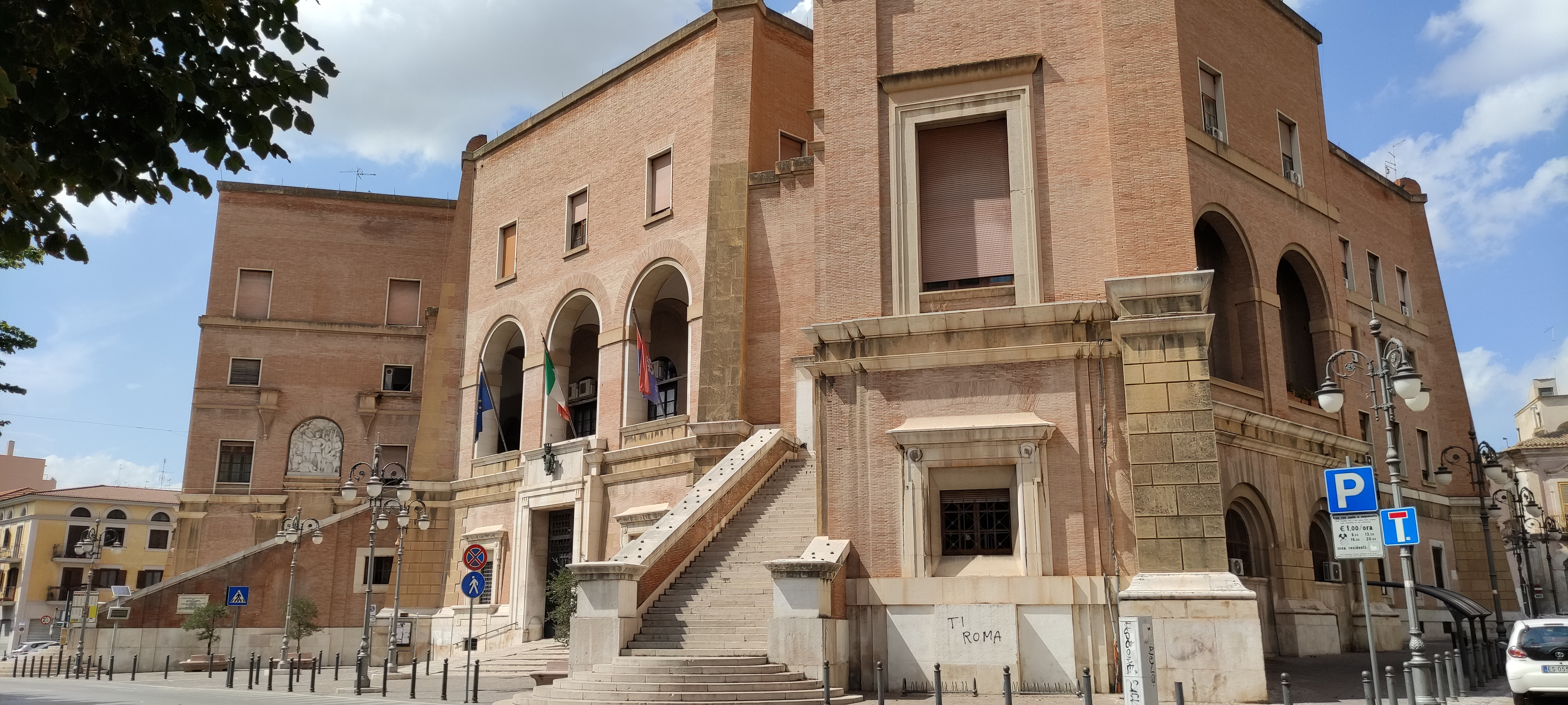
Foggia, Municipio del Comune di Foggia

## Filmografia
- Teodora, regia di Leopoldo Carlucci - direzione artistica (1922)
- Quo Vadis?, regia di Gabriellino D'Annunzio e Georg Jacoby - costumi (1925)